# Patrick Lefoulon
Patrick Lefoulon (* 6. Mai 1958 in Mantes-la-Jolie) ist ein ehemaliger französischer Kanute.

## Erfolge
Patrick Lefoulon gab 1980 in Moskau sein Olympiadebüt in zwei Wettbewerben. Im Einer-Kajak über 500 Meter schied er im Halbfinale aus, erreichte dafür aber nach einem zweiten Platz in den Vorläufen mit dem Vierer-Kajak das Finale. In diesem belegte die französische Mannschaft nach 3:17,60 Minuten den sechsten Platz.
Bei den Olympischen Spielen 1984 in Los Angeles trat er mit Bernard Brégeon im Zweier-Kajak auf der 1000-Meter-Distanz an. Nach Platz vier im Vorlauf, einem Sieg im Hoffnungslauf und einem dritten Platz im Halbfinale gelang ihnen letztlich noch der Einzug in den Endlauf. Das Rennen beendeten sie in 3:25,97 Minuten auf dem zweiten Platz hinter den Kanadiern Hugh Fisher und Alwyn Morris und vor den Australien Barry Kelly und Grant Kenny, womit sie die Silbermedaille gewannen. 
Zwischen den Spielen wurde Lefoulon 1982 in Belgrad im Zweier-Kajak über 10.000 Meter mit Bernard Brégeon Weltmeister. Bereits 1979 gewann er bei den Mittelmeerspielen in Split mit dem Vierer-Kajak über 500 und über 1000 Meter jeweils die Bronzemedaille.